# Leiaster glaber
Leiaster glaber is een zeester uit de familie Ophidiasteridae.
De wetenschappelijke naam van de soort werd in 1852 gepubliceerd door Peters.